# Estación Venado Tuerto
Venado Tuerto es una estación ferroviaria ubicada en la ciudad del mismo nombre, en el Departamento General López, Provincia de Santa Fe, Argentina.

## Servicios
Cargas: El tráfico de cargas por la estación de Venado Tuerto se repartía entre petroleros procedentes de Mendoza hacia San Lorenzo vía Melincué y Santa Teresa, trenes cerealeros a Villa Constitución, aceiteros, pedreros, ganado y diversos tipo de carga en general procedentes de las provincias de la región de Cuyo, Sierras Grandes Cordobesas y de toda la región Pampeana. 
Pasajeros: Desde la inauguración del servicio en 1890, el tráfico de trenes de pasajeros fue incrementándose con el crecimiento de las poblados a la vera del ramal, y con el crecimiento de las poblaciones más importantes como Río Cuarto, La Carlota, Alejo Ledesma, Venado Tuerto y Melincué. La construcción del ramal Pergamino - Melincué por parte del Ferrocarril Central Argentino, permitió una conexión más directa entre los ramales desde Río Cuarto vía Venado Tuerto y vía Firmat, logrando abrir un tráfico muy importante desde y hacia la capital del país. 
Hasta 1977, la estación Venado Tuerto fue protagonista por su posición estratégica prestándose como parada de trenes procedentes de San Juan (Capital), Mendoza (Capital), combinaciones desde y hacia San Rafael (Mendoza), Río Cuarto, Rosario y Buenos Aires. 
La estación también era cabecera de trenes de media distancia de Retiro y Rosario, llegando a recibir algunos días de la semana hasta 2, 3 o 4 trenes por día. Otros trenes de media distancia finalizaban su recorrido en Rufino. Los trenes que procedían de Rosario lo hacían desde Rosario Norte o Rosario Central dependiendo del servicio y generalmente eran trenes mixtos (cargas y pasajeros) al igual que los servicios entre días de semana (trenes Nro 61/62) procedentes de Buenos Aires, mientras que los mismos servicios (trenes Nro 490/499) los fines de semana lo hacían con Coches Motores Ganz de dos piezas hasta que a partir de 1962/63 estos servicios pasaron a ser cubiertos por Coches Motores Fiat 7131. 
Además existía un servicio local desde Venado Tuerto a Carmén y Guatimozín (que dependiendo las épocas usaba como cabecera Carmen o Venado Tuerto). Era más conocido como el "el Tren de Guati", generalmente circulaba con dos frecuencias semanales y era un tren mixto de cargas y pasajeros. Fue famoso por la baja velocidad con la que circulaba. 
Entre los trenes más emblemáticos que observaban parada en la localidad estaba el servicio que realizaba el trayecto Retiro a Río Cuarto vía Venado Tuerto, dos veces por semana, y en las últimas épocas circulaba con dos coches de pasajeros entre Venado Tuerto y Río Cuarto, y se le agregaban dos coches más en Venado Tuerto. Otro servicio emblemático que observaba parada en Venado Tuerto cubría Rosario y Mendoza vía Santa Teresa, Melincué empalmando el Ferrocarril General San Martín en Rufino. El servicio se prestaba hasta dos veces por semana en cada dirección con equipos Húngaros de Coches Motores Ganz de 5 piezas. 
En marzo de 1977 los servicios de pasajeros fueron cancelados por parte de la dirección de Ferrocarriles Argentinos por orden de la Junta Militar, quedando la estación al servicio del tráfico de cargas. En diciembre de 1981 vuelve el servicio con los Coches Motores Fiat 7131, cubriendo el recorrido entre Retiro y Venado Tuerto con una frecuencia diaria exceptuando los domingos. A este tren se lo denominó "Tren Ciudad de Pergamino" y corrió hasta marzo de 1993 cuando el Gobierno Nacional dio de baja los servicios de media y larga distancia en casi la totalidad del país. Actualmente solo se prestan servicios de carga por parte de las empresas NCA y Trenes Argentinos Cargas y Logística General San Martín.

## Historia
La estación perteneció originalmente al Gran Ferrocarril del Sud de Santa Fe y Córdoba, empresa que proyectó y ejecutó el ramal desde Villa Constitución a La Carlota. La estación primitiva se inauguró el 8 de julio de 1890. A partir del año 1900 la empresa Británica Gran Ferrocarril del Sud de Santa Fe y Córdoba pasa a manos del Ferrocarril Buenos Aires y Rosario, aunque ambas son del mismo capital de origen (en aquella época todos los ferrocarriles Británicos eran parte de un complejo negociado que involucraba permanentes fusiones entre ferrocarriles de ese origen). Luego, en 1902, las empresas Ferrocarril Central Argentino y el Ferrocarril Buenos Aires y Rosario se fusionan en una empresa (operación similar a anteriormente mencionada) que llevaría hasta 1948 el nombre de la primera. El 1 de mayo de 1948, el estado nacional toma posesión de todos los ferrocarriles del país bajo la dirección de la empresa estatal Ferrocarriles Argentinos. La estación Venado Tuerto quedaría dentro de la Red del Ferrocarril General Bartolomé Mitre. La estación contaba con un edificio de depósito de locomotoras (hoy en ruinas), playa de locomotoras, dos parrillas de vías para estacionar formaciones, depósitos de encomienda y cargas, edificios para personal y desvíos a las instalaciones de los Molinos Fénix y diversas plantas de semilleros donde hasta finales de los años 80 se realizaban importantes operativos cerealeros. Hasta 1992 la estación contaba con más de 120 empleados entre cuadrillas de vía y obra, guardabarreras, señaleros, operarios de depósitos, maquinistas y personal de estación.

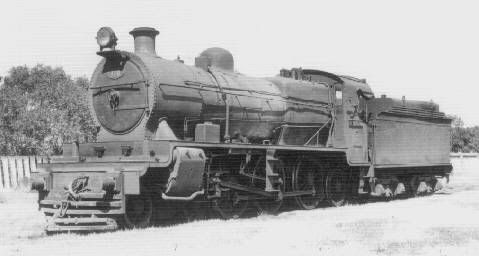
Venado Tuerto, playa de locomotoras

## Nueva Etapa
Durante el transcurso del año 2014 y mediante la quita de la concesión al anterior operador América Latina Logística, la nueva empresa estatal Trenes Argentinos Cargas ha realizado obras de restauración y puesta en valor del edificio de la estación luego de un largo tiempo de desidia por parte de los operadores privados.